# Біжу-Гіллс (Південна Дакота)
Біжу-Гіллс (англ. Bijou Hills) — переписна місцевість (CDP) в США, в окрузі Брул штату Південна Дакота. Населення — 2 особи (2020).

## Географія
Біжу-Гіллс розташований за координатами 43°31′43″ пн. ш. 99°8′38″ зх. д. / 43.52861° пн. ш. 99.14389° зх. д. (43.528479, -99.143858).  За даними Бюро перепису населення США в 2010 році переписна місцевість мала площу 13,60 км², уся площа — суходіл.

## Демографія
Згідно з переписом 2010 року, у переписній місцевості мешкало 6 осіб у 3 домогосподарствах у складі 2 родин. Густота населення становила 0 осіб/км².  Було 3 помешкання (0/км²).
Расовий склад населення:
| - 100,0 % — білих |

До двох чи більше рас належало 0,0 %. Частка іспаномовних становила 0,0 % від усіх жителів.
За віковим діапазоном населення розподілялося таким чином: 0,0 % — особи молодші 18 років, 66,7 % — особи у віці 18—64 років, 33,3 % — особи у віці 65 років та старші. Медіана віку мешканця становила 61,0 року. На 100 осіб жіночої статі у переписній місцевості припадало 100,0 чоловіків;  на 100 жінок у віці від 18 років та старших — 100,0 чоловіків також старших 18 років.
Цивільне працевлаштоване населення становило 0 осіб. 